# 豹の眼
『豹の眼』（ジャガーのめ）は、高垣眸の小説作品、およびこれを原作とする映画、テレビドラマのタイトル。

## 概要
『少年倶楽部』に連載された伝記冒険小説。1927年（昭和2年）1月号～12月号に連載された。諸本に大日本雄弁講談社（1927年）、東光出版社（1947年）、普通社（名作リバイバル全集、1962年）、講談社（少年倶楽部文庫、1975年）、国書刊行会（復刻、1985年）、『高垣眸全集』2（桃源社、1970年）がある。

## 映画版
製作は大映。1956年1月29日公開の『豹の眼』（前編）、同年2月5日公開の『青龍の洞窟』（後編）、前後編完結の児童向け映画。
水泳選手から映画界入りした浜口喜博が、主人公の杜夫を助ける王大人役で活躍しているほか、戦前の剣劇スター、羅門光三郎が豹の部下の龍の役で出演している。

### キャスト
- 旭杜夫：北原義郎
- 沙利：藤田佳子
- 陳爺：花布辰夫
- 豹：清水元
- 王大人：浜口喜博
- サラバン王：遠藤哲平
- 桜妃：伏見和子
- ウスクラ：吉井莞象
- ウルミ：杉本文子
- 船長：斎藤紫香
- 龍：羅門光三郎
- 鉄：南弘二
- 黒人トム：原田玄
- 黒人ジョウ：高田宗彦
- マドロス：泉静治、杉森麟、守田学
- キム：高村栄一
- 張：酒井三郎

### スタッフ
- 製作：藤井朝太
- 企画：中代冨士男
- 原作：髙垣眸
- 脚本：鈴木重吉、中井新一
- 撮影：宗川信夫
- 照明：山口信経
- 録音：三枝康徐
- 美術：佐藤忠夫
- 音楽：伊藤宣二
- 助監督：中村大祐
- 特殊撮影：築地米三郎
- 編集：鈴木東陽
- 製作主任：藤田昌一
- 監督：鈴木重吉

## テレビドラマ版
1959年7月12日から1960年3月27日までラジオ東京テレビ（KRT、現・TBSテレビ）系で毎週日曜19時 - 19時30分に放送された。モノクロ作品（全38回放送）。

### 作品概要
『月光仮面』に続くタケダアワーの第2作。
第一部・大陸編、第二部・日本編に分かれ、ジンギスカンの血をひく日本人・黒田杜夫（モリー）と清王朝再興を目指す秘密結社「青竜党」の娘・錦華が、悪のジャガーが率いる秘密結社“豹の眼”とのジンギスカンの隠し財宝争奪戦に挑む。モリーと錦華が危機に陥ると、正体不明の正義のジャガーが現れ2人を助けてくれる。
モリーが持つフビライの矢、ジャガーが持つダッタンの的、錦華が持つオルコンの弓を合わせると隠されたジンギスカンの巨万の財宝のありかがわかると言われている。
第一部は海外編を舞台にした異国情緒が人気となった。撮影は鳥取砂丘や伊豆半島や伊豆大島で行われた。書籍などでは正義のジャガーと覆面姿の悪のジャガーが大きく取り上げられるが、登場は第1部終盤の2回のみである。
第二部の日本編では、原作の高垣眸の代表作である「快傑黒頭巾」の黒装束を白装束に変え、額に村上源氏の紋章を付けた「笹りんどう（ささりんどう）」を名乗るモリーと、ジャガー一味の戦いを描いた。序盤では小海線、後半では八十二銀行野沢支店などでロケが行われた。
前番組『月光仮面』から引き続き大瀬康一が主演を務め、そのほかのスタッフ・キャストも『月光仮面』から継続して参加している者が多い。ヒーロー番組としては初めてクレーンを使用したり、船上での撮影を行うなど大掛かりな撮影が行われた。
『シルバー仮面 アイアンキング レッドバロン大全』では、内容が複雑化したため人気が得られず終了したと記述している。

### スタッフ
初回放映時、キー局名は一貫して「ラジオ東京（KRT）」だったが、その後の再放送などではオープニングにおける企画者クレジットが「企画 TBS」（1991年9月29日まで使用された筆記体ロゴ）に差し替えられている。
- 原作：高垣眸（「少年倶楽部」連載）
- 企画：西村俊一
- 脚本：御手俊治[注釈 2]、森利夫[注釈 3]、伊上勝
- 監督：船床定男
- 音楽：小川寛興
- 製作：宣弘社プロダクション

### 主題歌
- 「豹の眼」 作詞：加藤省吾、作曲：小川寛興、歌：三船浩

### キャスト
- 黒田杜夫：大瀬康一
- 錦華：近藤圭子
- ジャガー：天津敏
- 王：三田隆
- 張爺：高塔正康
- 殺し屋ジョー：牧冬吉
- ウクラク：赤尾関三蔵
- 船長：野口元夫
- 龍婢：津田まりこ

### エピソード
- 笹りんどうの乗馬シーンは『月光仮面』でバイクスタントを担当した野木小四郎が務めた[9]。しかし、野木は乗馬経験がなく、ロケ先の長野で練習したものの、本番では路面が凍結していたため転倒した[9]。馬の借り賃が高かったため、この時に野木は監督の船床定男から「お前が死んでもいいから馬は殺すな」と言われたという[9]。このシーンでは宿泊先の女中が近藤圭子の吹替を務めた[9]。
- 第24話「死神の正体」のクライマックスで村祭りの踊りに興じて黒田杜夫が扮装してジャガーに接近するシーンがあり、踊りながらジャガーに殺陣を決める動きを杜夫役の大瀬康一は出来なかったため、船床定男の夫人が大瀬の吹替を務めている[10]。
- 王役の三田隆は、このころアルコール依存症となっており、体力がなく、アフレコ中に吐血したこともあったという[9]。三田は本作品終了の1年後に37歳で死去した[9]。
- 小海線での撮影は、予算がないため貸切ではなく、一般の乗客も乗っている運行中の列車で行われた[9]。屋根の上での立ち回りでは、トンネルが迫ると助監督の合図で避けながら撮影していたという[9]。

### 映像ソフト化
- 2002年12月20日〜2003年1月24日にDVD-BOXが発売。全3巻。13話までが「大陸編」、14話〜25話までが「日本編I」、26話〜最終回が「日本編II」と分かれている。日本編2本は同時発売されている。「大陸編」のオープニングはオリジナルのものではなく「日本編」のものを流用している[4]。

| KRT系 日曜19:00 - 19:30枠 | KRT系 日曜19:00 - 19:30枠 | KRT系 日曜19:00 - 19:30枠 |
| 前番組                    | 番組名                    | 次番組                    |
| ------------------------- | ------------------------- | ------------------------- |
| 月光仮面                  | 豹(ジャガー)の眼          | 泣き笑いさくらんぼ劇団    |